# 계양동 (인천)
계양동(桂陽洞)은 인천광역시 계양구 북부에 있는 행정동 계양1동, 계양2동, 계양3동을 아울러 이르는 말이다.

## 연혁
- 1973년 7월 1일 : 부천군이 폐지되고, 계양면이 김포군에 이관되었다.
- 1989년 1월 1일 : 계양면이 인천직할시 북구에 편입되어 계양동이 설치되었다.
- 1992년 9월 1일 : 계양동이 계양1동과 계양2동으로 분동되었다.
- 1995년 3월 1일 : 인천광역시 계양구가 신설되었다.
- 2015년 4월 1일 : 계양3동이 계양1동에서 분동되었다.

## 개요
계양구 북부를 관할하며, 3개 행정동의 면적을 합치면 계양구 전체 면적의 3분의 2를 차지한다.

### 계양1동
박촌역 인근과 주민센터가 위치한 장기지구를 제외하고 대부분은 임야 혹은 농지이다. 관할구역의 한가운데를 경인 아라뱃길이 관통하고 있어서 지리적으로 남북으로 완전히 분리되며, 이를 계양대교, 다남교, 목상교 등의 교량이 잇는다.

### 계양2동
동의 남부는 계산택지의 일부로 들어선 아파트 단지가, 중부와 남서부는 저층 다세대주택이 중심이 된 (준)주거지역이다. 동부의 계양 나들목 주변과 북부에서는 농업이 이루어진다. 지역 재래시장인 계양산전통시장(구 병방시장)이 있다.

### 계양3동
귤현동과 동양동의 택지지구를 제외하고는 대부분의 면적을 농지가 차지한다. 굴포천 동쪽인 상야동·하야동·평동은 김포국제공항의 영향으로 비행안전구역과 군사시설보호구역이 설정되어 있다. 3기신도시 계양테크노밸리의 최대 수혜지로 꼽힌다.

## 법정동

### 계양1동
- 갈현동 (葛峴洞)
- 귤현동 일부 (橘峴洞)
- 노오지동 (老梧地洞)
- 다남동 (多男洞)
- 둑실동 (纛室洞)
- 목상동 (木霜洞)
- 박촌동 (朴村洞)
- 선주지동 (仙住池洞)
- 오류동 (梧柳洞)
- 이화동 (梨花洞)
- 장기동 (場基洞)

### 계양2동
- 방축동 (放築洞)
- 병방동 (兵房洞)
- 임학동 (林鶴洞)

### 계양3동
- 귤현동 일부 (橘峴洞)
- 동양동 (東陽洞)
- 상야동 (上野洞)
- 평동 (坪洞)
- 하야동 (下野洞)

## 교통
도로는 계산동 방면에서 김포로 이어지는 장제로가 주된 간선도로이며, 그 외 드림로(수도권 매립지 연결도로)와 정서진로 등이 타 지역과 연결되는 주요 도로이다. 동 북동부를 상야·하야동을 경유하여 국도 제39호선(벌말로)이 지나나 이 도로에서 다른 인천광역시 관내로 이어지는 왕복 2차로 이상의 도로는 없고 다만 시계를 벗어나서 바로 경명대로와 동양로 등의 도로를 통해 관내로 다시 진입할 수 있다. 고속도로로는 수도권제1순환고속도로가 계양 나들목에서 경명대로와 접속되며, 인천국제공항고속도로와 수도권제1순환고속도로가 만나는 노오지 분기점이 있으나 인천국제공항고속도로와 일반도로를 잇는 교차로는 없다.
철도는 인천 도시철도 1호선과 인천국제공항철도가 지난다. 다만 이들 노선의 직접적인 수혜를 입는 것은 경인 아라뱃길 이남의 한정된 지역 뿐이고, 나머지 지역과는 계양역 등을 중심으로 하여 버스 노선으로 연결된다.
- 인천 도시철도 1호선
  - 계양역 - 귤현역 - 박촌역 - 임학역

## 주거
| 단지명                  | 건설사                | 시행사       | 주소                             | 입주        | 비고                             |
| ----------------------- | --------------------- | ------------ | -------------------------------- | ----------- | -------------------------------- |
| 동양 휴먼빌             | 일신건영㈜            | 일신디앤디㈜ | 계양구 당미길 43 (동양동)        | 2007년 10월 |                                  |
| 동양주공 1단지          | ㈜신일                | 대한주택공사 | 계양구 양지로 7 (동양동)         | 2006년 5월  | 국민임대                         |
| 동양주공 2단지          | 진흥기업              | 대한주택공사 | 계양구 동양로 96 (동양동)        | 2006년 4월  | 국민임대                         |
| 동양 해모로             | 한진중공업㈜ 건설부문 | 대한주택공사 | 계양구 동양로 100 (동양동)       | 2006년 6월  | '동양주공 3단지'에서 단지명 변경 |
| 동양주공 4단지          | 덕흥종합건설㈜        | 대한주택공사 | 계양구 둥그재산길 27 (동양동)    | 2006년 10월 | 국민임대                         |
| 계양 신동아             | 신동아건설            | 신동아건설   | 계양구 황어로115번길 12 (오류동) | 1997년 3월  |                                  |
| 계양 2차 신동아파밀리에 | 신동아건설            | 신동아건설   | 계양구 황어로 139 (이화동)       | 2007년 7월  |                                  |

## 주요 도로
- 인천국제공항고속도로
- 수도권제1순환고속도로
- 장제로
- 서부간선로
- 동양로
- 정서진로
- 아라로
- 드림로
- 장기로
- 장기서로
- 황어로
- 다남로
- 역골로
- 방축로
- 양지로
- 경명대로
- 계양산로
- 병방로
- 병방시장로
- 용종로
- 화산로
- 박촌로
- 벌말로 (국도 제39호선)
- 향동로

## 교육
- 인천계양초등학교 (장기동)
  - 상야분교장 (상야동)
- 인천귤현초등학교 (귤현동)
- 인천당산초등학교 (동양동)
- 인천병방초등학교 (병방동)
- 인천소양초등학교 (박촌동)
- 양촌초등학교 (병방동)
- 계양중학교 (귤현동)
- 동양중학교 (동양동)
- 양촌중학교 (병방동)
- 예일중학교 (방축동)
- 임학중학교 (병방동)
- 세원고등학교 (병방동)
- 예일고등학교 (방축동)
- 인천인혜학교 (장기동)